# أوسمار
أوسمار (بالبرتغالية: Osmar Coelho Claudiano‏) هو لاعب كرة قدم برازيلي في مركز ظهير ‏، ولد في 23 فبراير 1982 في فارجينها في البرازيل. لعب مع جمعية أرابيراكا الرياضية وجمعية بورتوغيزا الرياضية وريد بل برازيل وسبورت ريسيفي ونادي أمريكا ونادي إيكاسا ونادي ساو كايتانو ونادي فيلا نوفا.

## وصلات خارجية
- أوسمار على موقع قاعدة بيانات كرة القدم.إي يو (الإنجليزية)
- أوسمار على موقع Soccerway.com (الإنجليزية)